# Nashua (Montana)
Nashua é uma cidade  localizada no estado americano de Montana, no Condado de Valley.

## Demografia
Segundo o censo americano de 2000, a sua população era de 325 habitantes.
Em 2006, foi estimada uma população de 296, um decréscimo de 29 (-8.9%).

## Geografia
De acordo com o United States Census Bureau tem uma área de
1,7 km², dos quais 1,7 km² cobertos por terra e 0,0 km² cobertos por água. Nashua localiza-se a aproximadamente 629 m acima do nível do mar.

## Localidades na vizinhança
O diagrama seguinte representa as localidades num raio de 36 km ao redor de Nashua.